# Franz Stromeyer
Franz Joseph Stromeyer, auch Strohmeyer, Pseudonym: Franz Schlund (* 9. August 1805 in Tauberbischofsheim; † 16. Dezember 1848 in Konstanz) war ein deutscher Verleger, Publizist und Revolutionär. Er setzte sich für den Erhalt der Presse- und Meinungsfreiheit in Deutschland ein und war Redner des Hambacher Festes von 1832. 1832 war er Redakteur und Herausgeber des Wächters am Rhein.

## Leben und Wirken
Franz Stromeyers Vater war der Amtsarzt Karl Joseph Stromeyer, der mit Maria (geb. Nischl) verheiratet war. Er wurde katholisch erzogen. In Heidelberg studierte Stromeyer Kameralwissenschaft. Hier trat er 1825 der Alten Heidelberger Burschenschaft bei, wie sein Bundesbruder Karl Mathy (1807–1868) und späterer Schwager, der seine Schwester Anna (1801–1882) 1833 in Schwetzingen heiratete.
Stromeyer war Mitarbeiter des von Philipp Jakob Siebenpfeiffer herausgegebenen „Westboten“ (zuvor Der Bote aus Westen). 1832 wurde er selber Herausgeber und Redakteur des mannheimschen „Wächters am Rhein“. „Der Wächter am Rhein“ wurde gedruckt von Kaufmanns Witwe. Der damals 27-jährigen Stromeyer hatte noch nicht das pressegesetzlich vorgeschriebene Alter von dreißig Jahren im Großherzogtum Baden erreicht und zeichnete daher mit dem Pseudonym „Franz Schlund.“ Im Einwohner-Adressbuch war dieser angegeben als „Bürger und Ackersmann.“ Obwohl die neue Zeitung nur wenige Wochen erschien, wurde sie von der fürstentreuen Presse angefeindet, da sie in bisher nie vernommenen Tönen kritisch über die Regierung und Verwaltung berichtete. Die Regierung verlange eine „Prüfung über die Geistesfähigkeit des Franz Schlund,“ jedoch verlief dieser Versuch die Zeitschrift zu unterbinden ins Leere.
Verbunden mit der oppositionellen Bewegung war Stromeyer Redner auf dem Hambacher Fest und Teilnehmer der Versammlung in der Wohnung des Landstands Schoppmann. Infolge des Festes und der positiven Berichte in seiner Zeitung darüber wurde von der Regierung „Franz Schlund“ wegen „attentiven Hochverraths [sic!]“ beschuldigt und zu sechs Monaten Zuchthaus verurteilt, zugleich sollte Stromeyer wegen „Preßvergehens“ zwei Monate Gefängnisstrafe verbüßen. Die Strafe wurde jedoch ausgesetzt, nachdem er Berufung einlegte.
Dies nutzte Stromeyer zur Flucht und setzte sich nach Straßburg ab. Dort lebte er nachweisbar vom 18. September 1832 bis März 1833. Dann begab er sich in die Schweiz, wo er zu den Mitbegründern des Jungen Deutschlands gehörte und Mitglied des ersten Zentralkomitees wurde. 1834 war er Mitunterzeichner der Verbrüderungsakte des Jungen Europa. In Zürich war er einige Monate Hauptredakteur des „Schweizer Freiheitsfreunds.“ 1834 wurde er arretiert. Seine Jungen Deutschland’ Genossen schlossen ihn im Juni 1834 wegen „Leichtsinns“ aus und verurteilten ihn zum Tode. Er stand wenig später in Kontakt zu Bernhard Lizius. 1836 kam es zur Ausweisung durch die Tagsatzung aus dem schweizerischen Gebiet, was ihn nach Straßburg zurückbrachte. Zwischenzeitlich verbrachte er auch einige Zeit in Paris.
Ab 1837 bis 1842 war er in London, wo er wohl nur schwerlich seinen Lebensunterhalt finanzieren konnte. In Frankreich wie auch England war er Mitarbeiter bei verschiedenen Zeitungen und versuchte sich als Lehrer. Stromeyer organisierte ab 1842 die jungdeutsche Geheimorganisation des „Léman-Bund.“ Unter dem Decknamen „Lindner“ und „Dr. West“ berichtete er über die jungdeutschen und kommunistischen Vereine in der Schweiz, als hauptamtlicher Konfident, da er in österreichischen Diensten des metternichschen Mainzer Informationsbüros stand.
Er trug mit seinen Schriften zur Verbreitung der fourieristischen Theorie in Deutschland bei.